# Margit-Johnsen-Denkmal

Margit-Johnsen-Denkmal

Das Margit-Johnsen-Denkmal ist ein Denkmal in der norwegischen Stadt Ålesund.
Es befindet sich am Ostufer des Hafens der Stadt. Errichtet wurde das Denkmal im Mai 2013 zu Ehren der während des Zweiten Weltkriegs hoch ausgezeichneten Seefrau Margit Johnsen. Geschaffen wurde das Denkmal von Leon Roald. Es besteht aus einer Margit Johnson darstellenden Büste, die auf einer hohen Stele thront.
Auf der Vorderseite der Stele befindet sich die Inschrift:
Krigsseiler War sailor

Margit Johnsen

"Malta Margit"
Auf der linken Seite befindet sich die Englische Inschrift:
Margit Johnsen

was Norways most

decorated woman

during World War II
(deutsch: Margit Johnsen war die höchst dekorierte Frau Norwegens während des 2. Weltkriegs)
Auf der rechten Seite befindet sich der gleiche Text auf Norwegisch:
Margit Johnsen

ble Norges hoyest

dekorerte kvinne

under 2. verdenskrig
Auf der Rückseite ist eine Metalltafel angebracht, die auf Norwegisch auf den Künstler, den Zeitpunkt der Entstehung und die Finanzierung hinweist:
Portrettet er utført av

bildehogger Leon Roald

Reist av Ålesundere i 2013

med støtte fra:

Sparebanken Møre

Stiftelsen Kjell Holm

Ålesund Kommune